# Balacra jaensis
Balacra jaensis is een vlinder uit de familie spinneruilen (Erebidae), onderfamilie beervlinders (Arctiinae). De wetenschappelijke naam van de soort is voor het eerst geldig gepubliceerd in 1927 door Bethune-Baker.
Deze nachtvlinder komt voor in tropisch Afrika.